# Aktenzeichen XY … ungelöst

Ehemaliges (fünftes) Logo ab 2001 bis Folge 487 vom 29. Oktober 2014

Logo der Sendung von 2014 bis 2022

Aktenzeichen XY … ungelöst (auch nur Aktenzeichen XY, Aktenzeichen oder XY) ist der Titel einer von Eduard Zimmermann konzipierten Fernsehreihe im ZDF. Sie wurde von 1967 bis 1997 von ihm produziert und moderiert, danach wurde die Produktionsleitung bis 2011 von seiner Tochter Sabine übernommen, die die Sendung zudem bis 2001 moderierte. Von 1968 bis 2003 entstand die Sendereihe in Zusammenarbeit mit dem österreichischen Fernsehen ORF und ab 1969 zudem mit dem Schweizer Fernsehen SRF als Eurovisionssendung. Ziel der Sendung ist die Aufklärung realer Verbrechen. Ab der Erstausstrahlung 1967 hat sich die Sendung mit über 5000 Kriminalfällen beschäftigt, wovon rund 39 % aufgeklärt werden konnten. Die Sendung ist eines der ältesten Sendeformate des ZDF.

## Format

### Konzept
Mit Hilfe von Zuschauerhinweisen sollen ungeklärte Straftaten im Rahmen der Öffentlichkeitsfahndung aufgeklärt werden. Dazu werden den Zuschauern in jeder Sendung drei bis sechs ungelöste Kriminalfälle in Form von etwa zehnminütigen filmischen Rekonstruktionen (Filmfälle) vorgestellt, in denen die polizeilich ermittelten Fakten veranschaulicht werden. Des Weiteren werden Fälle behandelt, bei denen anhand von eingeblendeten Personenfotos, Phantombildern oder Abbildungen markanter Gegenstände nach Verbrechern oder der Identität unbekannter Toter gefahndet wird (Studiofälle). Zuschauerhinweise können per Telefon oder Internet gegeben werden. Nach Angaben der Redaktion werden im Durchschnitt etwa 40 Prozent der ausgestrahlten Fälle aufgeklärt.
Bedingung für die Behandlung eines Falls in der Sendung ist fehlender Erfolg der Strafverfolgungsbehörden bei dessen Aufklärung – ausschließlich bei schweren Delikten wie Mord, Raub oder Vergewaltigung. Ein solcher Fall wird nach einem richterlichen Beschluss an die Öffentlichkeitsfahndung weitergegeben. Ein Redakteur der Sendung kann sich dann mit der Tat befassen und stellt zusammen mit den Ermittlern die Informationen zusammen, die in der Sendung vorgestellt werden sollen. Gleichermaßen kann die Redaktion bei Fällen, die in der Öffentlichkeit auf große Aufmerksamkeit und Bedeutung stoßen, auf die zuständigen Behörden zugehen. Ebenfalls kam es schon vor, dass sich eine Privatperson zu einem Fall, der einen Vermissten betraf, bei der Redaktion meldete und diese dann die zuständige Ermittlungsbehörde kontaktierte, wodurch der Sachverhalt in einer Sendung behandelt werden konnte.
Eine große Rolle speziell bei Filmfällen spielt die Nähe der Darstellung zu den Umständen der Tat in der Realität. In einen in der Sendung gezeigten Fall fließen zudem nur die Aspekte ein, die für das Verständnis des Dargestellten wichtig sind, die gemäß der Akten verwertet werden dürfen und die den Ermittlern bei der Aufklärung helfen können.
Die allgemeine Bekanntheit der Sendung und ihrer charakteristischen Merkmale führte dazu, dass sie wiederholt Gegenstand von Parodien wurde, beispielsweise von Loriot oder von der heute-show.

### Rubriken
Neben dem Hauptzweck, sich mit ungeklärten Kriminalfällen auseinanderzusetzen, gliedert sich die Sendung zusätzlich in kleinere Teilrubriken:
- Aktenzeichen XY … gelöst – Es werden Fälle aus vorherigen Sendungen thematisiert, die von der Polizei aufgeklärt wurden. In der Regel wird zur Veranschaulichung ein kurzer Einspieler aus zusammengeschnittenen Szenen der betreffenden Folge gezeigt. Es wird zudem erläutert, wie es zur Aufklärung gekommen ist und was die polizeilichen Ermittlungen ergeben haben.
- Aktenzeichen XY … update – Die Zuschauer werden in dieser Rubrik auf den neuesten Stand der Ermittlungen in bereits behandelten Fällen gebracht. Diese sind zwar noch ungelöst, jedoch haben sich entscheidende Veränderungen in den Ermittlungen ergeben. So werden z. B. falsche Ermittlungsansätze ausgeschlossen oder neue werden aufgegriffen.
- Aktenzeichen XY … Top-Fahndung – Es wird nach Personen gefahndet (meist Betrüger oder pädophile Sexualstraftäter). In dieser Rubrik werden für die Fahndungen keine filmischen Rekonstruktionen vorbereitet.
- Aktenzeichen XY … international – In dieser Rubrik kooperiert die XY-Redaktion mit ausländischen Polizeidienststellen. Es werden Kriminalfälle gezeigt, die im Ausland geschehen sind. Meist haben diese jedoch einen Bezug zu Deutschland.
- Aktenzeichen XY … Prävention – Die Zuschauer werden über aktuelle Handlungsweisen von Verbrechern informiert und darüber, wie man sich vor ihnen schützen kann.
- Aktenzeichen XY … Abfrage – Diese Rubrik erscheint am Ende und oftmals zusätzlich in der Mitte der Sendezeit. Hierbei wird in Bezug zu den eingegangenen Zuschauerhinweisen eine erste Bilanz durch Fabian Puchelt oder Stephanie Wossilus vom LKA Bayern gezogen. Von 1986 bis 2023 übernahm diese Aufgabe Alfred Hettmer als langjähriger Leiter des Aufnahmestudios.[6]

### Spezialausgaben
Während die Sendung üblicherweise ganz unterschiedliche Kriminalfälle behandelt, wurde seit den 2010er Jahren begonnen, in unregelmäßigen Abständen Spezialsendungen auszustrahlen, die thematisch ausgerichtet sind und etwa Fälle aus einem bestimmten Gebiet behandeln und/oder sich dabei besonders der Prävention widmen.

#### Aktenzeichen XY … ungelöst – Spezial – Wo ist mein Kind? bzw. Vermisst
Von 2011 bis 2019 wurde ein- bis zweimal pro Jahr eine Spezialausgabe mit dem Titel Aktenzeichen XY … ungelöst – Spezial – Wo ist mein Kind? ausgestrahlt, die sich ausschließlich mit Fällen beschäftigte, in denen Minderjährige oder junge Erwachsene als vermisst gemeldet sind. Seit 2022 heißt die Spezialsendung Aktenzeichen XY … Vermisst und widmet sich verschwundenen Personen jeden Alters.

#### Aktenzeichen XY … ungelöst – Spezial – Vorsicht, Betrug!
Am 26. Oktober 2016 beschäftigte sich erstmals eine Spezialausgabe mit dem Titel Aktenzeichen XY … ungelöst – Spezial – Vorsicht, Betrug! ausschließlich mit Fällen, die dem Thema Prävention zuzuordnen sind.

#### Aktenzeichen XY … ungelöst – Spezial – Vorsicht, Urlaubsfalle!
Am 30. Mai 2018 beschäftigte sich erstmals eine Spezialausgabe mit dem Titel Aktenzeichen XY … ungelöst – Spezial – Vorsicht, Urlaubsfalle! ausschließlich mit Fällen, die dem Thema Prävention für Urlaub und Reise zuzuordnen sind.

#### Aktenzeichen XY … gelöst
Anlässlich des 50-jährigen Bestehens der Sendung gab es am 15. November 2017 eine erste Spezialausgabe mit dem Titel Aktenzeichen XY … gelöst. Die Sendung widmete sich wie die gleichnamige Teilrubrik ausschließlich aufgeklärten Fällen aus 50 Jahren. Weitere Spezialausgaben mit diesem Titel wurden am 28. November 2018, am 15. Juli 2020, am 30. Juni 2021, am 9. Februar 2022 und am 6. März 2024 ausgestrahlt. In allen Sendungen war die Kriminalpsychologin Lydia Benecke zu Gast und analysierte gemeinsam mit Rudi Cerne die gelösten Kriminalfälle aus wissenschaftlicher und psychologischer Perspektive. Daraus ging das eigenständige 45-minütige Format XY gelöst hervor, das von Sven Voss moderiert wird. Darin rekonstruiert der Moderator gemeinsam mit den damals zuständigen Ermittlern und Staatsanwälten sowie Experten, teilweise an den Originalschauplätzen, die Aufklärung der jeweiligen Fälle. Die erste Ausgabe wurde am 5. August 2022 ausgestrahlt.

#### Aktenzeichen XY … ungelöst – Spezial – Cold Cases
Am 4. November 2020 beschäftigte sich erstmals eine Spezialausgabe mit dem Titel Aktenzeichen XY … ungelöst – Spezial – Cold Cases ausschließlich mit Cold Cases, also zurückliegenden Mordfällen, in denen alle Spuren abgearbeitet sind. Die Polizei wendete sich mit vier Fällen, darunter zwei Tötungsverbrechen an Kindern, an die Zuschauer. Das Format fand großes Interesse beim Publikum und wurde von 5,72 Millionen Zuschauern (17,3 % MA) verfolgt.

## Geschichte

### Moderatoren
Die Sendung begann am 20. Oktober 1967. Erfinder und Produzent des Formats sowie 30 Jahre ihr erster Moderator war Eduard Zimmermann. Er gründete dafür als Produktionsfirma die Securitel-Film- und Fernsehproduktions- und Verlagsgesellschaft und als Dienstleister für die Aufbereitung der Kriminalfälle die Deutsche Kriminal-Fachredaktion.  In der 300. Sendung am 24. Oktober 1997 gab er die Leitung an seine Adoptivtochter Sabine Zimmermann ab, die bereits seit der 200. XY-Folge (6. November 1987) im Unterföhringer Studio neben ihm die Fahndungen präsentierte und bis 2011 auch als Produktionsleiterin agierte. Ihr zur Seite stand bis Dezember 2001 Butz Peters. Seit dem 18. Januar 2002 moderiert Rudi Cerne die Sendung.

### Sendung
Mit Aktenzeichen XY … ungelöst schuf Eduard Zimmermann in Zusammenarbeit mit dem ZDF 1967 eine Weltneuheit. Zwar war schon vorher in Nachrichtensendungen mit Fotos und Phantombildern nach Tätern gefahndet worden; die erste Fahndung dieser Art hatte es beim Fernsehsender Paul Nipkow 1938 gegeben, wo der von einem Mörder zurückgelassene Mantel gezeigt wurde. Als eigenständiges Sendungsformat waren Fahndungen aber noch unbekannt.
Die Idee zur Sendung kam Zimmermann bei der Arbeit an seiner 1964 gestarteten Sendereihe Vorsicht Falle!, in der er die Zuschauer mit nachgespielten Szenen vor aktuellen Betrugsmaschen (Untertitel: Nepper-Schlepper-Bauernfänger) warnte und von den Zuschauern daraufhin oft entsprechende Personenbeschreibungen und Informationen über Betrüger bekam. Das brachte ihn auf den Gedanken, in Zusammenarbeit mit der Kriminalpolizei unaufgeklärte Verbrechen in einer eigenen Sendung zu behandeln; in den Vorsicht Falle!-Sendungen der ersten Jahre wurden dann tatsächlich – bis zur Einführung von Aktenzeichen XY – vereinzelt konkrete Täter mit Fotos und Namen gesucht. Auch bekannte Eduard Zimmermann, einmal selbst Opfer eines Betrügers geworden zu sein und daraus seine Motivation für diese Sendungen geschöpft zu haben. Zum ersten Mal wurde am 7. Juni 1968 ein Mordfall mit Zuschauerhilfe aufgeklärt, der Mord an dem Verleger Bernhard Boll. Schon zwölf Stunden nach Ausstrahlung von XY erfolgte die Festnahme des bis dahin unbekannten Täters.
Ab der vierten Ausgabe (15. März 1968) beteiligte sich der ORF, ab der 13. (24. Januar 1969) auch das Schweizer Fernsehen (SRG, später SF DRS), an der Produktion und Ausstrahlung der Sendung. So wurde XY zum ersten Mal als Eurovisionssendung ausgestrahlt. Seit dem 17. Januar 1975 wird die Sendung in Farbe ausgestrahlt. Zu diesem Anlass wurde ein neuer Titel-Vorspann und eine neue Dekoration eingeführt. Auch in den folgenden Jahren wurden allerdings die Farben von Beweisstücken oder anderen zu Fahndungszwecken gezeigten Gegenständen durch den Moderator noch sehr genau beschrieben, da in vielen Haushalten nach wie vor Schwarz-Weiß-Fernseher in Gebrauch waren.
Im Rahmen der Sendung wurden auch recht früh weitere technische Möglichkeiten eingesetzt, so richtete man in Zusammenarbeit mit der Bundespost bzw. der Telekom Telefonnummern ein, unter denen die Zuschauer Tonbänder mit aufgenommenen Täterstimmen anhören konnten, 1996 wurde erstmals auf eine Internetadresse verwiesen, unter der die Polizei Informationen zu einem Fall veröffentlicht hatte. Eine eigene Internetpräsenz erhielt die Sendung ein Jahr später.

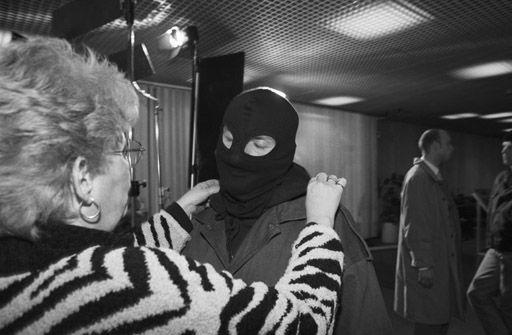
Dreharbeiten (unter Kurt Grimm) eines Banküberfalls für einen Filmfall in München, 1998

Die Sendung wurde zunächst aus Halle 1A in den ZDF-Studios in Wiesbaden Unter den Eichen produziert, ab 12. September 1969 dann in den Studios der ZDF-Tochter FSM in Unterföhring, den heutigen Bavaria Studios. Seitdem ist das Zuschauer-Telefon unter München 95 01 95 zu erreichen. Die Studioregie führte von der ersten Sendung bis Ende 1998 Bundesfilmpreisträger Kurt Grimm, der in dieser Zeit auch bei vielen hundert Filmfällen Regie führte und die Drehbücher maßgeblich mitbestimmte.
Die Titel- und Spannungsmusiken für die Filmfälle komponierte über lange Jahre hinweg Heinz Kiessling sowie in der Anfangszeit Ernst August Quelle. Als Sprecher agierten zumeist Wolfgang Grönebaum (1967–1989), Isolde Thümmler (1985–2005), Michael Brennicke (1989–2003, 2006–2019), Joachim Höppner (2001–2006), Leon Rainer (2011–2012), Hansi Jochmann (seit 2014) und Christian Baumann (seit 2019).
Anlässlich der 100. Sendung Aktenzeichen XY … ungelöst am 7. Oktober 1977 erhielt Eduard Zimmermann von Bundespräsident Walter Scheel das Bundesverdienstkreuz. Am 16. Juni 1986 verlieh Bundespräsident Richard von Weizsäcker Zimmermann das Bundesverdienstkreuz 1. Klasse.
Zum 30-jährigen Jubiläum der Fernsehsendung strahlte das ZDF 1997 eine von Frank Elstner moderierte Sondersendung aus, die im Gespräch mit Eduard Zimmermann vier besonders spektakuläre Fälle der Reihe anhand der jeweiligen originalen Fahndungsfilme präsentierte und in kurzen Einspielern auch deren Klärung mit Details nachstellte, die man bislang zurückgehalten hatte. Die Originalfilmfälle wurden dabei leicht gekürzt und die Namen der Beteiligten verändert; einige Texte sprach Grönebaum zu diesem Zweck neu.
Am 8. November 2002 – nach 35 Jahren XY – wurde die 350. Sendung ausgestrahlt. In dieser Jubiläumsfolge war Eduard Zimmermann bei Rudi Cerne nochmals zu Gast in seiner Sendung, um einen erneuten Anlauf für die Aufklärung des Mordfalls Ursula Herrmann (1981) zu unternehmen, der ihm nach eigenem Bekunden besonders am Herzen lag.
Mit der Ausgabe am 6. Dezember 2002 endete die Beteiligung des österreichischen Fernsehens; ein Jahr später, am 5. Dezember 2003, stieg auch das Schweizer Fernsehen aus. Seither wird die Sendung nur noch in Deutschland ausgestrahlt, kann aber in Österreich und der Schweiz noch über Satellit und Kabel empfangen werden. Gelegentlich werden aber auch heute noch in der Rubrik Aktenzeichen XY … international Fälle aus Österreich oder der Schweiz behandelt, bei denen eine Verbindung nach Deutschland besteht.
Eine weitere mit Beginn des Jahres 2004 einhergehende Änderung war die Variation des Sendeplatzes: nachdem man XY seit der Erstausstrahlung für Jahrzehnte am Freitagabend (im Wechsel mit den ZDF-Krimiserien Derrick, Der Alte und Ein Fall für zwei) ausstrahlte, wurde die Sendereihe nun auf den Donnerstagabend verlegt.
Zusätzlich wurde in den Jahren 2004 und 2005 samstagnachmittags zwölfmal das Präventionsmagazin XY … Sicherheitscheck als Ergänzung zur Fahndungssendung ausgestrahlt.
Vom 27. Oktober 2005 bis 2007 wurde XY zwölfmal statt wie zuvor zehnmal pro Jahr gesendet. Seit dem 5. Juli 2007 wird XY im Bildformat 16:9 ausgestrahlt. Im Zusammenhang mit größeren Programmumstellungen verschob das ZDF nicht nur die Sendereihe jetzt auf den Mittwochabend (wo sie seither läuft), sondern kehrte ab dem 20. Februar 2008 zu jährlich zehn Ausgaben zurück, erweiterte dafür aber die Sendezeit auf 90 Minuten. Aufgrund guter Einschaltquoten im Jahr 2008 werden seit 2009, bei unveränderter Sendezeit, wiederum zwölf Folgen pro Jahr ausgestrahlt.
Am 10. Mai 2007 strahlte das ZDF die 400. XY-Folge aus. Dabei traten im Studio Eduard Zimmermann, Sabine Zimmermann, Butz Peters, Konrad Toenz, Werner Vetterli und Stephan Schifferer als Gäste auf. Die 500. Sendung wurde am 14. Oktober 2015 ausgestrahlt.
Seit Januar 2010 werden die XY-Sendungen am späten Abend als Aufzeichnung im Programm von ZDFneo und später auch im ZDF-Hauptprogramm wiederholt.
2015 bezog XY ein neues Studio in den Bavaria-Studios in Grünwald, das 2022 bis zur Sendung vom 9. November erneuert und neu gestaltet wurde.
Nach über 20 Jahren Pause wurde am 26. März 2025 wieder eine Ausgabe in Kooperation mit dem SRF als Eurovision ausgestrahlt, da über einen Mordfall in der Schweiz berichtet wurde.

### Aufnahmestudios
Neben der Hauptmoderation gab es immer sogenannte Aufnahmestudios, in denen die meist telefonisch eingehenden Zuschauerhinweise aufgenommen und geprüft wurden. Das deutsche Aufnahmestudio in Wiesbaden (1967–1969) bzw. Unterföhring (Landkreis München; als „Studio München“ bezeichnet) wurde zunächst von Peter Hohl geleitet, ab 1979 von Irene Campregher und ab 6. November 1987 von Sabine Zimmermann. Von 2002 bis November 2023 lag die Leitung bei Alfred Hettmer, der bis 2017 als Kriminalbeamter im Bayerischen Landeskriminalamt tätig war. Seine Nachfolge traten Stephanie Wossilus, die als Social-Media-Managerin beim LKA Bayern beschäftigt ist, und der Kriminalhauptmeister Fabian Puchelt an.
Als 1968 das österreichische und 1969 das schweizerische Fernsehen mit in die Sendereihe einstiegen, bekamen auch diese Länder eigene Aufnahmestudios. Das Aufnahmestudio Wien übernahm zunächst Teddy Podgorski, ab 10. Dezember 1971 bis zum Ausstieg des ORF im Jahre 2002 wurde es von Peter Nidetzky geleitet. Das Aufnahmestudio Zürich wurde zuerst von Werner Vetterli, ab 16. Januar 1976 von Konrad Toenz und ab 1998 bis zum Ausstieg der SRG im Jahre 2003 von Stephan Schifferer geführt. Am 18. Juli 1969 waren einmalig auch das niederländische Fernsehen und der niederländische Rundfunk mit dem Journalisten Johan van Minnen durch ein eigenes Aufnahmestudio in Enschede vertreten. Die niederländischen Zuschauer konnten parallel zur deutschsprachigen Fernsehausstrahlung (die im niederländischen Fernsehen unter dem Titel Dossier XY firmierte) im Radio Simultanübersetzungen der Fahndungstexte in niederländischer Sprache empfangen. Aufgrund der dennoch hohen Sprachbarrieren wurde das Projekt aber sogleich wieder aufgegeben. Die Erfahrung zeigte allerdings, dass sich die Sendung auch ohne spezielle Aufnahmestudios in den deutschsprachigen Grenzregionen und Nachbarländern einer gewissen Beliebtheit erfreute, da immer wieder Hinweise aus diesen Gebieten eintrafen oder Fahndungen nach Personen, die sich dorthin abgesetzt hatten, erfolgreich verliefen.
Der DFF hatte für kurze Zeit ein eigenes Aufnahmestudio. Zum ersten Mal konnte Eduard Zimmermann in der XY-Sendung vom 5. Oktober 1990, also zwei Tage nach der deutschen Wiedervereinigung, das Aufnahmestudio in Berlin-Adlershof begrüßen, das von Annette Judt geleitet wurde. Nach nur fünf Sendungen entfiel dieses jedoch mit dem Ende des DFF im Februar 1991. Nach der Auflösung des DFF wurde dann am 8. März 1991 auf dem ehemaligen DEFA-Gelände in Potsdam-Babelsberg ein Telefon-Aufnahmeplatz unter der Leitung von Monika Runge für die Sendung installiert. Er wurde benötigt, weil die Telefonverbindungen zwischen den alten und neuen Bundesländern noch unzureichend waren, nach dem Ausbau des Telefonnetzes konnte darauf verzichtet werden.

### Zuschauerreaktionen
Nachdem unmittelbar nach der ersten Sendung einer der dort Gesuchten hatte festgenommen werden können, kam man spontan auf die Idee, diesen ersten Erfolg von XY noch am selben Abend im Programm des ZDF zu verkünden (abgesehen von den Rückfragen in den Aufnahmestudios bereits während der Sendung). Auf diese Weise entstanden die Zuschauerreaktionen (auch Spätsendung, Ergebnissendung oder zweiter Teil der Sendung genannt), in denen am späteren Abend über die ersten Entwicklungen in den Fahndungen der Hauptsendung informiert wurde. Dabei wurden mitunter zu einzelnen Fällen bewusst nur vage Angaben gemacht, um die Ermittlungen nicht zu gefährden. Außerdem nutzte man die Spätsendung, um auf telefonisch geäußerte Wünsche der Zuschauer einzugehen, etwa Phantombilder gesuchter Täter noch einmal zu zeigen oder aufgezeichnete Täterstimmen erneut abzuspielen. Die meist etwa 10-minütigen Nachbetrachtungen wurden jedoch nur im ZDF live gesendet und anschließend im ORF und im SF DRS zu unterschiedlichen Zeiten ausgestrahlt.
In den ersten Spätsendungen erkundigte sich Eduard Zimmermann noch per Telefon bei den Aufnahmestudios in Wien und Zürich nach den Ergebnissen; später folgte ein Standbild. 1997 wurde auf eine direkte Bildleitung umgestellt.
Nach dem Ausstieg des Schweizer Fernsehens wurden mit Jahresablauf 2003 auch die Zuschauerreaktionen eingestellt. Seither kann man die ersten Ergebnisse am späteren Abend nur noch auf dem von Zimmermann gegründeten Webportal und seit Oktober 2008 parallel dazu auch im ZDF-Teletext nachlesen.

### Besondere Vorkommnisse
- Immer wieder kommt es vor, dass Kriminalfälle, die sich im Sommer ereignet haben, aus organisatorischen Gründen im Winter nachgestellt werden müssen, sodass mitunter die Schauspieler in einer verschneiten Landschaft zu sehen sind, obwohl das rekonstruierte Verbrechen im Sommer verübt wurde – oder umgekehrt. Auf diese Abweichungen wird meist durch den Moderator hingewiesen.
- Um die Täter nicht auf die Fahndung vorab aufmerksam zu machen (und auch aus Kostengründen), werden die Filmrekonstruktionen meist nicht an den Originalschauplätzen gedreht. Nur bei Örtlichkeiten mit einmaligen Merkmalen, die sich nur dort finden, werden hiervon Ausnahmen gemacht, z. B. bei der Theodor-Heuss-Brücke über den Rhein zwischen Ludwigshafen und Mannheim, wo der nur dort in dieser Form zu findende Fußweg zwischen den Fahrstreifen der Autobahn eine Rolle spielte.
- In den Einspielfilmen zu sehende Kraftfahrzeuge, die für die eigentliche Fahndung keine Rolle spielen, haben stets Umlaute nach der Trennung im Kfz-Kennzeichen (solche werden in Deutschland in Wirklichkeit nicht ausgegeben).
- Unwissentlich wurden im Laufe der Zeit mehrere Fälle von vermutlich nur vorgetäuschten Straftaten gezeigt.
- In älteren Sendungen wurden bei der Rekonstruktion von Verbrechen mitunter bewusst Dialekte gesprochen, die zum Ort des Geschehens passten. Manchmal kam es jedoch auch vor, dass Schauspieler unabsichtlich in ihren eigenen Dialekt verfielen, obwohl dieser für den Ort des Verbrechens gar nicht passend war (z. B. dargestellte Hamburger Polizisten – aber mit Münchener Tonfall).
- Ebenfalls eine Besonderheit älterer Sendungen ist die große Zurückhaltung bei der Darstellung von Elementen einer Tat, die in den sexuellen Bereich gehören, z. B. werden Prostitution, Homosexualität oder Ehebruch den Moralvorstellungen der Zeit entsprechend oft nur sehr indirekt umschrieben und nicht ausdrücklich angesprochen.
- Die am weitesten zurückliegenden Fälle, die jemals in der Sendung vorgestellt wurden, betrafen die Zeit des Nationalsozialismus: Einmal die Erschießung französischer Gefangener durch deutsche Soldaten im Gefängnis von Caen am 6. Juni 1944[37], behandelt in der Sendung vom 20. Februar 1981, zum anderen ein in der Sendung vom 23. Februar 2011 gezeigter Mord an der Familie eines Cousins von Albert Einstein, vermutlich ebenfalls durch deutsche Soldaten im August 1944 verübt.[38] Jene Tat wurde jedoch nicht durch die Hinweise nach der Ausstrahlung aufgeklärt.[39] In einem dritten Fall dieser Art, ausgestrahlt in der Sendung vom 1. Juni 1979, ging es um die Suche nach einer Zeugin, die als Gefangene im Konzentrationslager Neuengamme inhaftiert gewesen war und dort den Mord an zwei Kleinkindern miterlebt hatte (vergl. Gedenkstätte Bullenhuser Damm). Auch nach dem als „Dr. Tod“ bekanntgewordenen Lagerarzt Aribert Heim, der 1962 untergetaucht war, wurde in der Sendung am 17. Januar 1986 gefahndet. Schließlich suchte man in der Sendung vom 12. Mai 1989 nach Gottfried Weise, der 1988 wegen seiner Tätigkeit im Konzentrationslager Auschwitz verurteilt worden war, dann jedoch untertauchte.

#### 1967
- Der allererste aufgeklärte Fall war der eigentlich nicht geplante Studiofall in der ersten Sendung am 20. Oktober 1967, in dem ein Melkmaschinenbetrüger gesucht wurde. Bereits nach wenigen Minuten wurde er festgenommen, wie in der Folgesendung berichtet wurde.

#### 1968
- Der erste aufgeklärte Mordfall mit Hilfe dieser Sendung war der Mord an dem Verleger Bernhard Boll. Der Fall wurde in der sechsten Folge am 7. Juni 1968 ausgestrahlt.

#### 1969
- In der Sendung vom 7. März 1969 wurde diese erstmals auch extensiv zur Prävention eingesetzt, indem verschiedene häufige Methoden von späteren Einbrechern zum Auskundschaften von Häusern und Wohnungen gezeigt wurden.
- In der Sendung vom 11. April 1969 behandelte einer der drei Filmfälle den vierfachen Soldatenmord von Lebach. Eine Zuschauerin führte die Kripo auf die richtige Spur. Es war die bekannte Wahrsagerin Madame Buchela, die am verwendeten Falschnamen einen Besucher wiedererkannte. Die beiden Täter wurden zwei Wochen nach der Sendung festgenommen.

#### 1970
- Am 17. April 1970 stattete der damalige Bundesinnenminister Hans-Dietrich Genscher dem Münchner XY-Studio einen Besuch ab. Dies bewog ihn dazu, Eduard Zimmermann im Mai 1970 als einzigen Journalisten in die Kommission zur Reform der Arbeit des Bundeskriminalamtes zu berufen.

#### 1971
- Am 4. Juni 1971 übernahm das dänische Fernsehen einen Filmbeitrag aus der XY-Sendung.

#### 1972
- Am 14. Juli 1972 beteiligte sich der amerikanische Soldatensender AFN/TV in Deutschland an Aktenzeichen XY … ungelöst durch Übernahme und Live-Übersetzung eines Fahndungsfilms.

#### 1973
- Am 12. März 1973 beschlossen die Justizminister des Bundes und der Länder eine Allgemeine Verfügung über die Inanspruchnahme von Publikationsorganen zur Fahndung nach Personen bei der Strafverfolgung. Die Konferenz der Innenminister beschloss darauf dieselbe Verordnung für die Polizeibehörden. Beide Richtlinien, die bis heute gültig sind, bestätigten die seit Start der Sendereihe praktizierte Zusammenarbeit zwischen Aktenzeichen XY … ungelöst und den Ermittlungsbehörden in Deutschland.
- In der Sendung vom 10. August 1973 zeigte sich das Problem, dass bestimmte Taten nicht in allen drei Ländern des Sendegebiets strafbar waren und daher die betreffenden Fahndungen aus juristischen Gründen auch nicht in allen drei Ländern ausgestrahlt werden durften. Man löste dies dadurch, dass man einen Studiofall (Fahndung nach einem mutmaßlichen Goldschmuggler) erst in der Spätsendung (die nur in Deutschland live gesendet wurde) behandelte, bei der späteren Ausstrahlung der aufgezeichneten Spätsendung in Österreich und der Schweiz wurde die Fahndung dann herausgeschnitten.

#### 1976
- Im Juni 1976 riefen 17 Gründungsmitglieder auf Initiative Eduard Zimmermanns den Weißen Ring ins Leben. Der Verein setzt sich für Kriminalitätsopfer ein und versucht, ihre rechtliche, soziale und wirtschaftliche Lage zu verbessern. Zum Ersten Vorsitzenden wurde Zimmermann gewählt, in den ersten Jahren nach der Gründung berichtete auch Aktenzeichen XY … ungelöst gelegentlich über die Arbeit des Vereins und die Verbrechensopfern gewährte Hilfe.

#### 1980
- In der Sendung vom 16. Mai 1980 gab es eine technische Störung. In dem Moment, als Eduard Zimmermann seinen Schweizer Kollegen Konrad Toenz nach den ersten Ergebnissen fragte, wurde der Ton umgeschaltet auf die Übertragung eines Fußballspiels zwischen dem Hamburger SV und Eintracht Braunschweig. Der Kommentator verkündete gerade mit einem lauten „Tor! Tor!“ das Tor zum 1:0 für Hamburg. Dieser Fehler wurde in der Spätsendung von Eduard Zimmermann noch einmal gezeigt und darauf hingewiesen, dass es sich um ein technisches Problem handelte.

#### 1984
- In der Sendung vom 7. September 1984 wies Eduard Zimmermann darauf hin, dass eine sich immer weiter ausbreitende Technologie bei der Fahndung helfe: Eine Hotelangestellte hatte mit einem Videorekorder die vorherige Sendung aufgezeichnet und später angesehen, woraufhin sie einen entscheidenden Hinweis meldete.

#### 1985
- Eine besonders überraschende Lösung gab es für den Fall einer verschwundenen jungen Frau, nach der in der Sendung vom 11. Januar 1985 vergeblich gesucht worden war. Die Polizei ging seinerzeit davon aus, dass sie einem Verbrechen zum Opfer gefallen sein musste – 31 Jahre später erwies sich jedoch zufällig, dass die Gesuchte seinerzeit freiwillig untergetaucht war und bis zur Entdeckung unter falschem Namen in einer deutschen Großstadt gelebt hatte.[40]

#### 1989
- In der Sendung vom 7. April 1989 wurde in einem Filmfall ein Raubüberfall nachgestellt, bei dem der Täter zur Erlangung eines Daumenringes des Überfallopfers dessen Daumen mit einer Gartenschere abgeschnitten hat. Das als Jochen K. bezeichnete Opfer aus dem Raum Bonn wollte allerdings möglicherweise nur mittels Selbstverstümmelung seine Versicherung um eine siebenstellige Invalidenrente betrügen. Nach mehreren Prozessen wurden 900.000 DM statt der maximal möglichen 4,5 Millionen DM ausgezahlt.[41]
- Die ersten 15 Minuten der Sendung vom 9. Juni 1989 wurden aufgrund der Liveübertragung eines Tennisspiels in Deutschland nicht ausgestrahlt. Am Ende der Sendung erfolgte eine Zusammenfassung der versäumten Viertelstunde.

#### 1990
- Die Sendung am 5. Oktober 1990 sah die Einrichtung eines zusätzlichen Aufnahmestudios in Berlin unter der Leitung von Annette Judt für die Gebiete der zwei Tage zuvor der Bundesrepublik beigetretenen fünf neuen Bundesländer der vormaligen Deutschen Demokratischen Republik (DDR). Mit dem Wegfall des Deutschen Fernsehfunks wurde in der Märzausgabe 1991 das Studio wieder eingespart, es blieb stattdessen aus telefontechnischen Gründen eine Telefonzentrale in Potsdam für Zuseher aus der ehemaligen DDR eingerichtet. Als die Telefonverbindungen zwischen den alten und neuen Bundesländern entsprechend ausgebaut waren, wurde der Telefonaufnahmeplatz Mitte 1993 ebenfalls aufgelöst (zuletzt betrieben in der Sendung vom 9. Juli 1993).

#### 1992
- 1992 wurde aufgrund der am 10. April 1992 bei XY ausgestrahlten Aufnahmen einer Überwachungskamera Donald Stellwag wegen großer Ähnlichkeit zum Täter auf den Überwachungsbildern fälschlicherweise als Bankräuber identifiziert und später zu acht Jahren Haft verurteilt, die er als vermeintlicher „Tatleugner“ unter verschärften Bedingungen vollständig verbüßte. Erst 2001, nach der Haftentlassung, wurde der Justizirrtum erkannt und der wirkliche Täter festgenommen.[42]
- Der am 7. Februar 1992 ausgestrahlte Fall einer angeblich vom Frankfurter Hauptbahnhof entführten und drei Tage lang sexuell missbrauchten 25-jährigen Frau, für dessen Lösung extra ein aufwendiges Modell der von ihr beschriebenen Kellerräume angefertigt wurde, erwies sich einige Jahre später, nach Eingeständnis des angeblichen Opfers, als frei erfunden.[43]
- Zur 250. Sendung am 6. November 1992 wurde vom Bundeskriminalamt in Wiesbaden in Kooperation mit der US-Bundespolizei FBI und der Schwestersendung America’s Most Wanted nach William Bradford Bishop jr. gefahndet. In derselben Sendung zog Zimmermann Bilanz: In 25 Jahren wurden 2182 Fälle ausgestrahlt, wovon 905 aufgeklärt wurden. Bei vielen dieser Fälle war die Polizei mit ihren üblichen Methoden am Ende, sodass die Öffentlichkeitsfahndung zur letzten Hoffnung auf Aufklärung geworden war.

#### 1994
- In einigen Fällen konnte ein Verbrechen zwischen der Fertigstellung der Filmrekonstruktion und der Ausstrahlung der Sendung bereits geklärt werden. Manchmal wurde der fertige Film dann zur Vorbeugung aber trotzdem gezeigt, z. B. in der Sendung vom 10. Juni 1994, wo ein Bankräuber kurz vor der Sendung gefasst werden konnte. Der Film diente dann als Warnung für die Zuschauer.

#### 2001
- Am 19. Januar 2001 war bei Aktenzeichen XY … ungelöst der Boxer Axel Schulz zu Gast. Er vertrat die Aktion „Kraft gegen Gewalt“ des Weißen Rings gegen Jugendkriminalität. Zu deren Gunsten versteigerte Schulz seine signierten Boxhandschuhe.
- In der Sendung wurde auch immer wieder zu Straftaten mit terroristischem Zusammenhang um Mithilfe bei der Aufklärung gebeten. Die terroristische Straftat mit den meisten Todesopfern der Sendegeschichte war dabei ein internationaler Studiofall in der Sendung vom 12. Oktober 2001. Es wurden mehrere Personen gesucht, die im Zusammenhang mit den Terroranschlägen am 11. September 2001 mit insgesamt beinahe 3000 Toten standen.

#### 2004
- Am 29. April 2004 war Sebastian Krumbiegel, Sänger der Gruppe Die Prinzen, bei XY zu Gast. Er war selbst Opfer eines Gewaltverbrechens und engagiert sich seitdem für den XY-Preis.[44]

#### 2008
- In der Sendung vom 20. Februar 2008 suchte XY in Zusammenarbeit mit dem FBI nach dem US-amerikanischen Schwerverbrecher James J. Bulger und dessen Lebensgefährtin. Kurz nach der Ausstrahlung von Videoaufnahmen aus einer Überwachungskamera, die angeblich Bulger samt Lebensgefährtin zeigen sollen, stellte sich heraus, dass die Aufnahmen ein unbescholtenes Urlauber-Ehepaar aus Deutschland zeigten.[45]

#### 2012
- Am 19. April 2012 wurde der Schauspieler Aaron Defant, der in der Sendung vom 14. März 2012 einen in Kirn aktiven Juwelendieb verkörperte, in Stuttgart als vermeintlicher Täter erkannt und von der Polizei kontrolliert.[46]
- In der Sendung vom 5. September 2012 wurden 38 Minuten, etwas weniger als die Hälfte der 90-minütigen Sendezeit, der Entführung und Ermordung der Bankiersgattin Maria Bögerl aus dem Jahre 2010 gewidmet; der dazugehörige Einspieler war mit gut 27 Minuten der bis zu diesem Zeitpunkt längste in der bisherigen Geschichte der Sendung. Chefredakteurin Ina-Maria Reize erklärte dazu: „Um dem Fall Bögerl gerecht zu werden, kann man ihn nicht in zehn Minuten darstellen.“ Es gingen bis zum Mittag des 6. September mehr als 200 Hinweise ein. Die Sendung hatte mit 19,7 % und 5,85 Millionen Zuschauern den größten Marktanteil an diesem Abend.[47] In der Sendung vom 5. April 2017 wurde der Fall Bögerl erneut behandelt, da sich ein unbekannter Mann gegenüber Zeugen der Tat bezichtigt hatte. Der Verdächtige konnte noch in der Nacht festgenommen werden. Eine DNA-Analyse ergab jedoch schon wenige Stunden später, dass er als Täter nicht in Frage kam.[48]
- Am 31. Oktober 2012 fahndete XY nach der Identität einer männlichen Wasserleiche, die 2011 bei Xanten am Niederrhein entdeckt wurde. Die auf der Grundlage rechtsmedizinischer Untersuchungen gemachten Angaben zur Körpergröße des Toten erwiesen sich jedoch als falsch, da für deren Berechnung eine fehlerhafte Formel aus einem Lehrbuch für Rechtsmedizin angewendet worden war. Obwohl die Person zu Lebzeiten deutlich kleiner war als angegeben, führte ein Zuschauerhinweis zur Aufklärung der Identität des Mannes, der aus Sicht der Kriminalpolizei Suizid begangen hatte.[49]
- In der Spezialausgabe der Sendung vom 28. November 2012 wurde der zu diesem Zeitpunkt noch als Vermisstenfall geltende Fall einer 26-jährigen Frau aus Muschenried thematisiert, welche seit Mai des gleichen Jahres vermisst wurde. Der Verlobte der Frau war in dieser Sendung zu Gast und bat um entsprechende Hinweise. Im Laufe der nächsten Jahre rückte der Verlobte selbst in den Fokus der Ermittlungen und wurde schließlich nach einem Indizienprozess im Oktober 2020 für den Mord an seiner Verlobten zu einer lebenslangen Freiheitsstrafe verurteilt.[50][51]

#### 2013
- Am 7. August 2013 wurde der bisher aufwendigste und mit knapp dreißig Minuten längste Einspieler gezeigt. Dieser thematisiert den Einbruch in eine Steglitzer Filiale der Berliner Volksbank am 14. Januar 2013. Vermutlich mehrere Täter hatten einen über 40 Meter langen Tunnel von einer Tiefgarage in die Bank gegraben und dann die Schließfächer von Privatpersonen ausgeräumt.[52]
- Am 16. Oktober 2013 sendete das ZDF die bislang längste Folge von XY von 20:15 Uhr bis 22:15 Uhr. Die Sendung thematisierte rund 30 Minuten den Fall der 2007 in Portugal verschwundenen, damals dreijährigen Madeleine McCann. Auch deren Eltern und ein Ermittler von Scotland Yard waren im Studio zu Gast. Die Einschaltquote lag bei 7,26 Millionen Zuschauern, der Marktanteil belief sich auf 24,3 Prozent und sie war die meistgesehene Sendung des Tages.[53]
- Während der Sendung vom 18. Dezember 2013 versuchten Unbekannte offenbar, die Hinweisaufnahme über die Telefonanlage im Studio zu verhindern. Innerhalb der ersten 30 Sendeminuten gingen 700 Anrufe von lediglich zwei Telefonanschlüssen ein. Naheliegend ist hierbei ein Zusammenhang dahingehend, dass kurz zuvor in der Sendung das Thema Vorschussbetrug aufgegriffen wurde. Hierbei werden den Opfern falsche Gewinnversprechungen per Telefon gemacht, um sie später unter Berufung auf diverse Gebühren, Steuern, Zoll etc. zur Überweisung von Geld zu nötigen.[54]

#### 2015
- Im August 2015 gab es eine Kontroverse um die Fahndung nach einem schwarzen Sexualstraftäter, der eine junge Frau vergewaltigt hatte: Die Redaktion entschied sich zunächst, diesen Fall vorerst nicht auszustrahlen, da man wegen der Hautfarbe des Täters eine Instrumentalisierung des Verbrechens zur Stimmungsmache gegen Flüchtlinge befürchtete. Nach Kritik aus der Öffentlichkeit und der Polizei entschied man sich schließlich doch zur Ausstrahlung.[55]

#### 2016
- In der Sendung vom 5. Oktober 2016 wurde nach einem jungen Mann wegen Körperverletzung mit Todesfolge gefahndet, der einen Senior im Juni 2015 nach einer banalen Auseinandersetzung auf offener Straße niedergeschlagen hatte. Nachdem der Senior in weiterer Folge ins Koma fiel, erlag er wenige Wochen später seinen Kopfverletzungen. Der Täter, dem nicht bewusst war, den Mann durch den Schlag letztlich getötet zu haben, verfolgte Aktenzeichen XY an jenem Abend im Fernsehen und erkannte sich selbst; Tags darauf stellte er sich der Polizei.[56]

#### 2019
- In einem Studiofall der Sendung vom 5. Juni 2019, der den Überfall auf einen Kasinobetreiber mitten in Berlin im November 2018 zum Thema hatte, wurde eine mögliche Verbindung zu „einem bekannten Familienclan“ angedeutet. Die verantwortliche Produktionsfirma sprach diesbezüglich in einer Pressemitteilung von einer Verbindung zum sogenannten Abou-Chaker-Clan. Die zuständige Berliner Polizei zeigte sich hinsichtlich dieser nicht abgesprochenen Spekulation verärgert und war um Aufklärung bemüht. Die Produktionsfirma berief sich auf einen entsprechenden Bericht der Bild-Zeitung, in dem über die Verbindung spekuliert wurde, was die Produzenten schließlich als Faktum darstellten.[57][58]
- In der Sendung vom 18. September 2019 wurde den Zuschauern das Foto einer der Polizei unbekannten männlichen Leiche für mehrere Sekunden mit der Absicht gezeigt, deren Identität zu klären. Für die weitere Besprechung des Falls wurde dann anschließend lediglich eine Zeichnung des Gesichts eingesetzt. Hintergrund war, dass die Ermittler die Diskrepanz zwischen Foto und Zeichnung für die Zuschauer zu groß fanden und sich so eine größere Chance auf Hinweise erhofften. Dieses Vorgehen stieß allerdings auch auf Kritik.[59][60][61] In der Vergangenheit hatte man aber bereits mehrfach (z. B. in der ersten überhaupt ausgestrahlten Sendung 1967) Fotos von Toten gezeigt.
- Die Sendung vom 13. November 2019 brachte den Fall eines Autofahrers, der angeblich Opfer eines Anschlags geworden war: Unbekannte hätten den Fuß einer Leitbake von einer Brücke auf sein Auto geworfen. Nach der Ausstrahlung ergaben die Ermittlungen der Polizei allerdings, dass die Tat sehr wahrscheinlich nur vorgetäuscht worden war und das „Opfer“ den schweren Gegenstand selbst auf das Auto geworfen hatte.[62] Der Autofahrer wurde aufgrund der Ermittlungsergebnisse wegen des Vortäuschens einer Straftat angeklagt. Da das Gericht jedoch Zweifel an den Beweisen hatte, wurde der Angeklagte im Oktober 2022 freigesprochen.[63]

#### 2021
- Am 17. November 2021 gab es technische Probleme mit der Telefonanlage. Das Aufnahmestudio München war deshalb während der ganzen Sendung für die Zuschauer telefonisch nicht erreichbar.[64]

#### 2024
- In der Sendung vom 8. Mai 2024 entfiel die Abfrage am Ende der Sendung aus zeitlichen Gründen. So blieb laut Aussage des ZDF mehr Raum für die vielen in der Sendungen gezeigten Fahndungsaufrufe der Polizei.[65]
- Am 6. November 2024 wurde die Sendung nach etwa einer Stunde Laufzeit vorzeitig abgebrochen. Grund dafür war die Ausstrahlung der Stellungnahme von Bundeskanzler Olaf Scholz zur Entlassung des Bundesministers der Finanzen Christian Lindner.[66] Der Abbruch erfolgte direkt nach der Ausstrahlung des dritten Filmfalls – auch kam es nicht mehr zum Gespräch mit dem zuständigen Polizeibeamten und zur Fortsetzung der Sendung. In der Mediathek war später aber die vollständige Sendung abrufbar.

#### 2025
- In der Sendung vom 12. Februar 2025 fahndete die Polizei in Dortmund nach mehreren Tatverdächtigen, denen schwerer Raub sowie versuchter Mord an einem 28-Jährigen vorgeworfen wird. Daraufhin stellte sich ein 18-jähriger Tatverdächtiger aus Schwerte der Polizei. Weitere Ermittlungen führten zu der Festnahme mehrerer Tatverdächtiger, darunter eines 19-jährigen Kommissar-Anwärters der Polizei Nordrhein-Westfalen.[67] Der Polizeipräsident Gregor Lange teilte daraufhin mit, dass der Tatverdächtige der Dienstgeschäfte bis zur Aufklärung der Tat enthoben sei.[68]

## Statistik
Auswertungen mit Stand 23. Oktober 2024:
In 607 Folgen seit 1967 wurden 5112 Fälle behandelt. 1979 davon konnten aufgeklärt werden, was einer Erfolgsquote von 38,7 % entspricht. Insgesamt wurden durch gezielte Personenfahndungen in 2181 Fällen 1376 Täter festgenommen.
Fast jeder dritte XY-Fall handelte von einem Tötungsdelikt. Von den bisher 1661 vorgestellten Tötungsfällen konnten im Laufe der Jahre 679, also 40,9 %, aufgeklärt werden. Platz zwei mit 1475 Fällen in der Statistik belegen Raubfälle, von denen 439, etwa 29,7 % geklärt werden konnten. Von 278 Einbrüchen konnten 108 (38,7 %) geklärt werden. Von 187 Vermisstenfälle konnten 56 (29,9 %) aufgeklärt werden. 
Neben Deutschland waren bisher 16 andere Länder in der Sendung vertreten. Hier steht Österreich mit 479 Fällen an der Spitze, gefolgt von der Schweiz mit 467 Fällen und den Niederlanden mit 22 Fällen.

## Der XY-Preis
Einmal pro Jahr wird unter der Schirmherrschaft des Bundesinnenministers der XY-Preis – gemeinsam gegen das Verbrechen vergeben, den Eduard Zimmermann und das XY-Team gemeinsam mit dem ZDF im Jahr 2002 ins Leben riefen. Mit dem Preis sollen Menschen geehrt werden, die sich mit Zivilcourage für den Schutz des Lebens, der Gesundheit oder des Eigentums von Mitbürgern eingesetzt haben. Die von jedermann vorschlagbaren Kandidaten und ihr beispielhaftes Handeln werden im Rahmen der XY-Sendungen mit kurzen Einspielern vorgestellt; die Verleihung des Preises durch den Bundesinnenminister erfolgt in der Regel im September.

## Kritik

### Menschenjagd
Das Format stieß von Anfang an, vermehrt in den ersten beiden Jahrzehnten seiner Ausstrahlung, auf kritische Stimmen in Teilen von Presse und Öffentlichkeit, die der Fernsehserie unter anderem „Menschenjagd“, Förderung des Denunziantentums, Diskriminierung von Minderheiten, Schüren von Ängsten und Instrumentalisierung von Verbrechen zu Unterhaltungszwecken und zur Befriedigung von Sensationslust vorwarfen. Fürsprecher der Sendung verwiesen dagegen auf die strenge Sachlichkeit der Fahndungsbeiträge und die ständige engste Zusammenarbeit mit den ermittelnden Behörden.
Eduard Zimmermann selbst veröffentlichte 1969 unter dem Titel Das unsichtbare Netz (siehe Abschnitt „Literatur“) eine Dokumentation der bis dahin in der Sendung behandelten Fälle und setzte sich dabei auch mit der Kritik an dem Format auseinander.

### Terrorismus
Die Ablehnung des Sendungskonzepts von Seiten der westdeutschen Studentenbewegung in Verbindung mit der ausführlichen Berichterstattung über den Terrorismus des deutschen Herbsts führten in den 1970er Jahren zeitweise zur Notwendigkeit eines Polizeischutzes für Eduard Zimmermann.

### Unverhältnismäßigkeit
Der Kriminologe und Strafrechtsexperte Arthur Kreuzer kritisierte 1995 am Beispiel der Fahndung nach einem aus einem Hafturlaub nicht zurückgekehrten Straftäter, der in der Zwischenzeit resozialisiert gewesen sei, die Unverhältnismäßigkeit und den möglichen Missbrauch als „für Ermittler bequeme Methode“.

### Emotionalisierung und Unterhaltung
Neuerdings wird die zunehmend emotionale Gestaltung der Spezialsendungen Wo ist mein Kind? kritisiert. Auch wird die Einbeziehung von Angehörigen der Opfer durch emotional geprägte Auftritte in der Sendung kritisch gesehen, beispielsweise im Fall Maria Bögerl, wo der Ehemann und die Kinder an den Entführer appellierten, sein Opfer freizulassen.
Anlässlich der 500. Sendung wurde in einem Zeitungsartikel festgestellt, dass die filmische Verbrechensrekonstruktion der Sendung sich, im Gegensatz zur früheren Praxis, immer stärker dramaturgischer, oft überzogener Effekte bediene und die Sendung „den Zuschauer dort ab[hole], wo er steht: mit einem Bein in amerikanischen Krimiserien wie CSI, mit dem anderen in den gescripteten Dokus des Reality-TV“. Dadurch laufe das Konzept Gefahr, nicht mehr ernst genommen zu werden und sich auf das Niveau reiner Unterhaltungssendungen zu begeben.

### Redaktionelle Auswahl
Auf Kritik der Polizei Dortmund und der Öffentlichkeit stieß im August 2015 die Entscheidung der Aktenzeichen-XY-Chefredakteurin Ina-Maria Reize-Wildemann, eine geplante Fahndung nach einem dunkelhäutigen Mann, der eine 21-jährige Frau vergewaltigt haben soll, in der nächsten XY-Sendung nicht auszustrahlen, um eine mögliche „Stimmungsmache gegen Flüchtlinge“ zu verhindern. „Wir wollen kein Öl ins Feuer gießen und keine schlechte Stimmung befördern. Das haben diese Menschen nicht verdient“, so Reize-Wildemann. Das ZDF entschied schließlich, den Fall doch in die Sendung vom 2. September 2015 aufzunehmen. In der Stellungnahme des Senders hieß es, dass die „Auswahl der Fälle […] durch Redaktion und Produzent in enger Zusammenarbeit mit der Kriminalpolizei nach Relevanz der Fälle, ihrer Dringlichkeit und dem jeweils aktuellen Ermittlungsstand“ erfolge. „Die Hautfarbe oder andere Persönlichkeitsmerkmale eines mutmaßlichen Täters spielen dabei keine Rolle.“ In der Sendung wurde der Fall ohne Erwähnung der vorherigen Diskussionen gezeigt.

### Vorgespielter Fahndungserfolg
In der Sendung vom 5. April 2017 wurde ein Mann gesucht, der sich im Gespräch mit zwei Zeugen als Täter im Fall Maria Bögerl ausgegeben hatte. Er konnte ermittelt werden, hatte jedoch mit dem Fall in Wirklichkeit nichts zu tun. Erst nachdem der Verdächtige wieder auf freiem Fuß war, wurde bekannt, dass man ihn (anders als zunächst berichtet) schon kurz vor der öffentlichen Fahndung bei XY verhaftet hatte. Dies wurde kritisiert, da in der Sendung die erkennbare Stimme des Verdächtigen vorgespielt wurde und zudem der Eindruck entstand, man habe den Fall trotz der bereits erfolgten Festnahme in der Sendung belassen, um anschließend einen Erfolg der Fernsehfahndung verkünden zu können. Die Polizei begründete die trotzdem erfolgte Ausstrahlung der Fahndung damit, dass man sich nicht sicher gewesen sei, die gesuchte Person verhaftet zu haben, auch habe die Befragung erst während der bereits laufenden Sendung erfolgen können.

### Erzeugen von Angst
Zimmermann wurde vorgeworfen, dass das Mittel, um die Sendung attraktiv zu halten, das Erzeugen von Angst war. Brutale und verstörende Bilder, die meist nachgestellt waren, sollten das unterstreichen.

### Frauenbild
Das Frauenbild, das vor allem in den ersten Jahrzehnten vermittelt wurde, war sehr konservativ und wies weiblichen Opfern von Gewalttaten oft selbst die Schuld zu. Zimmermann wies darauf hin, wenn Frauen in bestimmter Weise lebten, ausgingen und Männer träfen, dann fördere das Gewalttaten. Häusliche Gewalt kam bei ihm praktisch nicht vor.

## Prominente Schauspieler
Im Laufe der Jahre wirkten zahlreiche prominente Darsteller in Gastrollen bei XY-Filmfällen mit. Dazu gehören unter anderem:
- Jürgen Polzin
- Dennis Amir Kharazmi
- Kathrin Ackermann
- Natalie Alison
- Robert Atzorn
- Benjamin Bara
- Roland Eugen Beiküfner
- Christiane Blumhoff
- Gerda Böken
- Markus Böker
- Peter Bond
- Philipp Brammer
- Volker Brandt
- Katharina Brauren
- Pascal Breuer
- Hanna Burgwitz
- Jochen Busse
- Niels Clausnitzer
- Till Demtröder
- Roswitha Dierck
- Markus H. Eberhard
- Elinor Eidt
- Sebastian Fischer
- Pierre Franckh
- Mogens von Gadow
- Norbert Gastell
- Wolfgang Grönebaum
- Gisela Hahn
- Raimund Harmstorf
- Karl-Heinz von Hassel
- Broder B. Hendrix
- Michel Jacot
- Adam Jaskolka
- Sabine Kaack
- Heide Keller
- Stephanie Kellner
- Andreas Kiendl
- Wilfried Klaus
- Anja Klawun
- Eva Klemt
- Diana Körner
- Ingeborg Krabbe
- Marion Kracht
- Annette Kreft
- Andrea L’Arronge
- Heiner Lauterbach
- Karlheinz Lemken
- Madeleine Lierck
- Marianne Lindner
- Ursula Ludwig
- Thomas Luft
- Wilhelm Manske
- Franjo Marincic
- Heinz Meier
- Patrick Mölleken
- Simon Mora
- Ruth Moschner
- Miroslav Nemec
- Christine Neubauer
- Ingo Nommsen
- Karl Obermayr
- Caroline Ohrner
- René Oltmanns
- Tommi Piper
- Gerhard Polt
- Sabine Postel
- Franz Rampelmann
- Robinson Reichel
- Simone Rethel
- Marianne Rogée
- Jörg Rohde
- Dieter Schaad
- Otto Sander
- Tana Schanzara
- Karl Scheydt
- Rolf Schimpf
- Klaus Stiglmeier
- Ingeborg Schöner
- Hans E. Schons
- Renate Schubert
- Tanja Schumann
- Gregor Seberg
- Wolfgang Seidenberg
- Melanie Sigl
- Gunnar Solka
- Andreas Sportelli
- Florian Stadler
- Krista Stadler
- Rinaldo Talamonti
- Sven Thiemann
- Julia Thurnau
- Cordula Trantow
- Irmhild Wagner
- Martin Walde
- Herbert Weicker
- Annemarie Wendl
- Kai Wiesinger
- Claus Wilcke
- Funda Vanroy
- Timur Ülker
- Gundis Zámbó
- Hans Zander
- Christine Zierl
- Billie Zöckler

## Ähnliche Formate

### Deutschland
In Deutschland entwickelten zunächst die öffentlich-rechtlichen Sender MDR mit Kripo live (1990/1992) und ORB mit Täter – Opfer – Polizei (im Mai 1992) jeweils ein ähnliches, von XY beeinflusstes Format. Während diese beiden Sendungen (Täter-Opfer-Polizei jetzt beim RBB) nach wie vor mit Erfolg im Programm laufen, stellte der private Sender Sat.1 sein im September 1997 gestartetes Format Fahndungsakte nach drei Jahren Laufzeit im Jahr 2000 aufgrund mangelnder Quoten wieder ein. Auch die Sendung Crime! – Der Justizreport vom HR, die Anfang 2004 gestartet und von Kirsten Rademacher moderiert wurde, hatte nicht lange Bestand. Die auf RTL 2 ausgestrahlte Sendung Ungeklärte Morde – Dem Täter auf der Spur zeigt ausschließlich ungeklärte Tötungsdelikte, darunter auch solche, die bereits in Aktenzeichen XY … ungelöst behandelt wurden. Seit 2008 strahlen NDR und WDR die Sendung Kriminalreport aus. In dieser Koproduktion werden neben Personenfahndungen auch zahlreiche Tipps zur Kriminalitätsvorbeugung veröffentlicht. Ab der zweiten Staffel, die im Juli 2008 begann, gibt es auch dort ein Aufnahmestudio, wo Zuschauer telefonisch Hinweise zu den behandelten Kriminalfällen abgeben können. 2011 wurde die Sendung nach der 9. Staffel eingestellt. Vom 9. Mai 2016 bis 23. September 2016 strahlte Sat.1 die tägliche Show Fahndung Deutschland aus, die wegen schlechter Quoten eingestellt wurde. 2018 wurde eine kurzlebige Neuauflage von Kriminalreport, die von HR-Fernsehen, MDR Fernsehen, rbb Fernsehen und SWR Fernsehen koproduziert und ausgestrahlt wurde, schon nach 4 Folgen wegen schlechter Einschaltquoten eingestellt.

### International
Das Sendeformat von XY wurde seit 1982 in mehrere europäische und außereuropäische Länder verkauft. Dazu gehören unter anderem:
- Großbritannien: Crimewatch UK, 7. Juni 1984 bis 20. März 2017 (weiterhin auf Sendung: Crimewatch Live)[92][93]
- Irland: Crimeline (1992–2004) bzw. Crimecall, seit 2005
- Israel: Crime Investigation, seit 10. November 1986[94]
- Italien: Chi l’ha visto, seit April 1989[95]
- Niederlande: Opsporing Verzocht, seit 15. November 1982[96]
- Österreich: Fahndung Österreich, seit 27. Mai 2021 auf Servus TV[97]
- Polen: Magazyn Kryminalny 997, von Oktober 1986[98]
- Schweden: Efterlyst, seit Frühjahr 1990[99]
- Ungarn: Az XY Akta Megoldatlan, seit November 1992 (bei MTV)[94]
- USA/Kanada: America’s Most Wanted, 7. Februar 1988 bis 18. Juni 2011 bei FOX,[100] dann bis 2013 auf Lifetime.

## Podcast
Seit 2022 gibt es zudem den alle zwei Wochen erscheinenden Podcast Aktenzeichen XY ... Unvergessene Verbrechen, in dem Rudi Cerne und die Journalistin Conny Neumeyer mit den zuständigen Ermittlern, Angehörigen und Experten aus der Wissenschaft über Kriminalfälle aus der über 50-jährigen Geschichte von Aktenzeichen XY ... Ungelöst sprechen.

## Ableger
- XY gelöst
- XY history

## Dokumentarfilme
- Stefan Eckel und Rolf S. Wolkenstein: Fernsehzauber: Aktenzeichen XY … ungelöst – Ein Klassiker verfolgt seine Zuschauer. Erstausstrahlung am 8. Dezember 1999 auf 3sat, 58 Minuten. Video auf YouTube
- Regina Schilling: Diese Sendung ist kein Spiel – Die unheimliche Welt des Eduard Zimmermann, 2023 für das ZDF.[101][102]